# Hlavní oltář

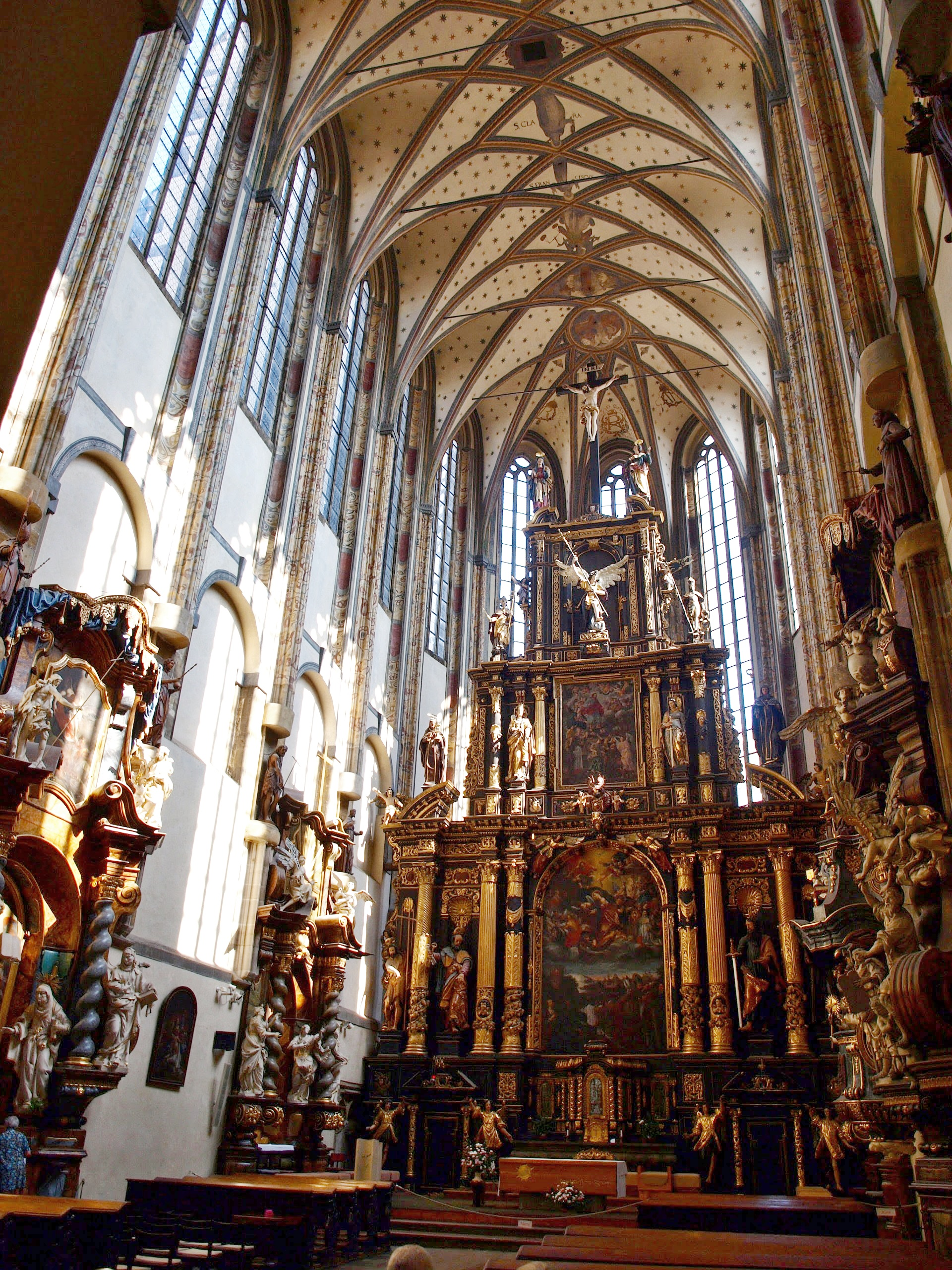
Hlavní oltář v kostele Panny Marie Sněžné v Praze

Hlavní oltář či velký oltář je označení hlavního oltáře v katolických kostelích, nikoli však podle jeho vnějších rozměrů či podoby, ale jeho důležitosti.

## Charakteristika
Viděno z pohledu hlavní lodi kostela, se nachází nejčastěji v čele apsidy, nebo ve starých pohřebních kostelích (např. bazilika svatého Petra v Římě), také uprostřed nad memorií.
Původně výraz odlišoval výraz hlavní oltář od vedlejších resp. postranních oltářů v kostele, které byly ve větších chrámech zřizovány navíc k hlavnímu oltáři, a to již za panování římského císaře Konstantina I. Ty se pak mohly nacházet v postranních apsidách, apsidové kapli, u stěn nebo uvnitř postranních kaplí, při pilířích, nebo u postranních zdí. V kostelích s lektoriem byl také běžný oltář před lektoriem. Ten se také často nazýval křížový oltář.
Uprostřed se často nachází tabernákulum jako místo, kde je uložena Nejsvětější svátost (Sanctissimum sacramentum). Mimoto se rozlišuje ještě u oltářů dříve epištolní (vpravo) a evangelní strana (vlevo). Toto dělení však po liturgických reformách Druhém vatikánském koncilu téměř pozbylo významu, neboť liturgické epištoly a evangelium jsou v běžném obřadu římského ritu přednášeny na ambonu.
Po reformaci byly ve většině evangelicko-luteránských kostelů hlavní oltáře zachovány, avšak ostatní, postranní oltáře, které se zdály být přebytečné, byly někdy z kostela odstraněny. Jako následek liturgických reforem po druhém vatikánském koncilu byl hlavní oltář v mnoha římskokatolických kostelích pro bohoslužbu nahrazen obětním stolem, který se nachází většinou v prostoru před velkým oltářem. Toto řešení je však v rozporu s nařízením, protože je z předpisu zakázáno před sebe postavit dva oltáře. Obětní stoly se začaly zřizovat pouze provizorně, do doby než se oltářní stůl hlavního oltáře upravil tak, aby se dal pohodlně obcházet a dala se na něm sloužit mše i čelem k lidu, což se pouze umožnilo, nikoliv nařídilo. Tam kde však toto nebylo z historicko-estetického hlediska možné učinit, má se dle platných předpisů stále používat oltář hlavní. To se však ve většině kostelech nedodržuje a obětní stoly, které nesplňují předpisy tam nadále zůstávají, nebo se mnohdy dokonce nově zavádějí s tím, že je to nařízení Druhého Vatikánského koncilu. Druhý Vatikánský koncil však tuto změnu vůbec nezmiňuje a ani nenařizuje. Obětní stoly se začaly zavádět až několik let po koncilu jako určitý druh modernismu a mylně se tak spojují s reformami Druhého Vatikánského koncilu.